# شایعه (فیلم ۲۰۲۳)
شایعه (انگلیسی: Rumour) (به هندی: Afwaah) فیلم هندی دلهره‌آور معمایی هندی- زبان است که در سال ۲۰۲۳ به اکران درآمد، این فیلم توسط سودیر میشرا نوشته و کارگردانی شده‌است. فیلم شایعه توسط آنوبهاو سینها و بوشان کومار تحت نشان شرکت‌های مربوط به خودشان به نام‌های بنارس میدیا وُرکس و تی-سریز ساخته شد. بازیگران اصلی فیلم نوازالدین صدیقی، بومی پدنکار و سومیت ویاس هستند. فیلم در روز ۵ مهٔ ۲۰۲۳ اکران گردید.